# 圣吉约马尔
圣吉约马尔（法語：Saint-Guyomard，法語發音：[sɛ̃ ɡɥijɔmaʁ]）是法国莫尔比昂省的一个市镇，属于瓦讷区。

## 地理
圣吉约马尔（47°46'51"N, 2°30'49"W）面积19.66 平方千米，位于法国布列塔尼大區莫尔比昂省，该省份为法国西北部沿海省份，位于布列塔尼半岛南部，北起阿摩尔滨海省、西接菲尼斯泰尔省，南濒大西洋，东南接大西洋卢瓦尔省，东临伊勒-维莱讷省。
与圣吉约马尔接壤的市镇（或旧市镇、城区）包括：塞朗、博阿勒、莫拉克、勒库尔、特雷迪永。
圣吉约马尔的时区为UTC+01:00、UTC+02:00（夏令时）。

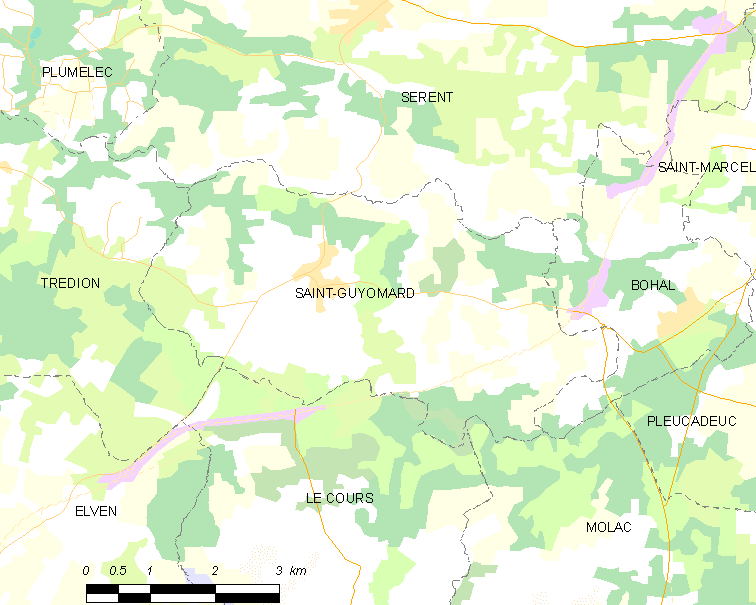
圣吉约马尔的OSM定位图

## 行政
圣吉约马尔的邮政编码为56460，INSEE市镇编码为56219。

## 政治
圣吉约马尔所属的省级选区为莫雷阿克县。

## 人口

1962-2008年间圣吉约马尔人口变化图示

圣吉约马尔于2022年1月1日时的人口数量为1446人。